# Правильне вивчення
«Правильне вивчення» (англ. The Proper Study) — науково-фантастичне оповідання американського письменника Айзека Азімова, вперше опубліковане у вересні 1968 в журналі Boy's Life. Увійшло до збірки «Купуємо Юпітер та інші історії» (1975).
Назва взята з цитати Александера Поупа: «Правильним вивченням людства є людина».

## Сюжет
В майбутньому, де у Сполучених Штатах править військова диктатура, професор Оскар Хардінг експериментує з технікою «нейроскопія», яка дозволяє зображати мозкову активність у вигляді кольорових ефектів, які з'являються над головою піддослідного.
Маючи за мету позбавити свій проєкт грифу секретності і військового контролю, Хардінг запрошує генерала-куратора відвідати його і спостерігати за експериментом. Як він і планує, генерал піддається впливу обставин і в момент послаблення волі погоджується розсекретити проєкт.
До того, як генерал матиме змогу змінити свою думку, Хардінг розсилає засобам масової інформації деталі свого дослідження, тим самим дозволяючи іншим дослідникам почати «Правильне вивчення людства».